# Norrsjön (Hällesjö socken, Jämtland)
Norrsjön är en sjö i Bräcke kommun i Jämtland och ingår i Ljungans huvudavrinningsområde. Sjön har en area på 0,0856 kvadratkilometer och ligger 391,5 meter över havet. Sjön avvattnas av vattendraget Tivsjöån (Öraån).

## Delavrinningsområde
Norrsjön ingår i det delavrinningsområde (695743-151449) som SMHI kallar för Utloppet av Norrsjön. Medelhöjden är 415 meter över havet och ytan är 0,78 kvadratkilometer. Det finns ett avrinningsområde uppströms, och räknas det in blir den ackumulerade arean 14,93 kvadratkilometer. Tivsjöån (Öraån) som avvattnar avrinningsområdet har biflödesordning 4, vilket innebär att vattnet flödar genom totalt 4 vattendrag innan det når havet efter 119 kilometer. Avrinningsområdet består mestadels av skog (87 procent). Avrinningsområdet har 0,09 kvadratkilometer vattenytor vilket ger det en sjöprocent på 11 procent.